# 細川林谷
細川 林谷（ほそかわ りんこく、男性、寛永9年（1780年） – 天保14年6月19日（1843年7月16日））は、江戸時代後期の日本の篆刻家・漢詩人である。
本姓は広瀬氏、名は潔、字は痩仙・氷壺、林谷は号で他に林道人・忍冬葊・三生翁・白髪小児・天然画仙・不可刻斎・有竹家などと号している。通称は春平。讃岐の人。
子孫に、国民民主党代表、玉木雄一郎がいる。

## 略伝
讃岐国大川郡寒川町石田東村森広（現在の香川県さぬき市）で生まれた。幼いうちに林村の阿部良山（1773年 - 1821年）より篆刻を受ける。その後、長崎・京都に遊学し、江戸に出て京橋の中橋広小路芝に住む。その篆刻は天下一と讚えられた。その後も各地を周遊し、浪華では文人墨客からの篆刻の依頼が引きも切らず、一冬滞在。毎晩の酒溺で散財した。このとき頼山陽の印も刻している。竹をこよなく愛したという。詩画をよくし、山水画・墨竹図を得意とした。その清新な作風は子の細川林斎、門弟の頼立斎・羽倉可亭・山本竹雲らに伝えられた。阿部縑州(1794年 – 1854年)が林谷の伝を伝えている。

## 著作
- 『林谷山人帰去来印譜』
- 『林谷詩抄印譜』
- 『林谷山人印譜』

- 『林谷山人遺稿』
- 『林谷詩鈔』1848年